# Prima Ligă Scoțiană
Prima Ligă Scoțiană (engleză Scottish Premier League, abreviat SPL) a fost o competiție profesionistă de fotbal aflată în topul sistemului fotbalistic din Scoția. Competiția a purtat denumirea oficială de Clydesdale Bank Premier League din motive de sponsorizare. Ultima campioană a fost echipa Celtic Glasgow. Competiția a fost înlocuită în 2013 cu Scottish Premiership.

## Stadioane
| Stadion            | Capacitate | Club                |
| ------------------ | ---------- | ------------------- |
| Celtic Park        | 60.832     | Celtic              |
| Ibrox Stadium      | 51.082     | Rangers             |
| Pittodrie Stadium  | 22.199     | Aberdeen            |
| Rugby Park         | 18.128     | Kilmarnock          |
| Tynecastle Stadium | 17,420     | Heart of Midlothian |
| Easter Road        | 14.326     | Hibernian           |
| Tannadice Park     | 14.209     | Dundee United       |
| Fir Park           | 13.742     | Motherwell          |
| McDiarmid Park     | 10.673     | St. Johnstone       |
| St. Mirren Park    | 8.016      | St. Mirren          |
| Caledonian Stadium | 7.819      | Inverness C.T.      |
| New Douglas Park   | 6.000      | Hamilton Academical |

## Campionatele primei ligi scoțiene
| - 1998/99 : Rangers - 1999/00 : Rangers - 2000/01 : Celtic - 2001/02 : Celtic | - 2002/03 : Rangers - 2003/04 : Celtic - 2004/05 : Rangers - 2005/06 : Celtic | - 2006/07 : Celtic - 2007/08 : Celtic - 2008/09 : Rangers - 2009/10 : Rangers | - 2010/11 : Rangers - 2011/12 : Celtic - 2012/13 : Celtic |

## Performanțe în cupele europene și internaționale

### Cele mai mari realizări
| Club Sportiv  | Cupa Campionilor Europeni / Liga Campionilor | Cupa Campionilor Europeni / Liga Campionilor | Cupa Campionilor Europeni / Liga Campionilor | Cupa Campionilor Europeni / Liga Campionilor | Cupa Orașelor Târguri / Cupa UEFA / Europa League | Cupa Orașelor Târguri / Cupa UEFA / Europa League | Cupa Orașelor Târguri / Cupa UEFA / Europa League | Cupa Cupelor UEFA | Cupa Cupelor UEFA | Cupa Cupelor UEFA | Cupa Cupelor UEFA | Supercupa Europei | Supercupa Europei | Cupa Intercontinentală | Cupa UEFA Intertoto |
| Campioni      | Finala                                       | Semifinala                                   | Sferturi                                     | Finala                                       | Semifinala                                        | Sferturi                                          | Campioni                                          | Finala            | Semifinala        | Sferturi          | Campioni          | Finala            | Finala            | Finala                 |                     |
| ------------- | -------------------------------------------- | -------------------------------------------- | -------------------------------------------- | -------------------------------------------- | ------------------------------------------------- | ------------------------------------------------- | ------------------------------------------------- | ----------------- | ----------------- | ----------------- | ----------------- | ----------------- | ----------------- | ---------------------- | ------------------- |
| Celtic        | 1967                                         | 1970                                         | 1972, 1974                                   | 1969, 1971, 1980                             | 2003                                              | -                                                 | 2004                                              | -                 | -                 | 1964, 1966        | 1976              | -                 | -                 | 1967                   | -                   |
| Rangers       | -                                            | -                                            | 1960                                         | 1962, 1965, 1979, 1988                       | 2008                                              | 1969                                              | 1968                                              | 1972              | 1961, 1967        | -                 | -                 | -                 | -                 | -                      | -                   |
| Dundee United | -                                            | -                                            | 1984                                         | -                                            | 1987                                              | -                                                 | 1982, 1983                                        | -                 | -                 | -                 | -                 | -                 | -                 | -                      | -                   |
| Hibernian     | -                                            | -                                            | 1956                                         | -                                            | -                                                 | 1961                                              | 1963                                              | -                 | -                 | -                 | 1973              | -                 | -                 | -                      | 2006                |
| Dundee FC     | -                                            | -                                            | 1963                                         | -                                            | -                                                 | 1968                                              | -                                                 | -                 | -                 | -                 | -                 | -                 | -                 | -                      | -                   |
| Aberdeen      | -                                            | -                                            | -                                            | 1986                                         | -                                                 | -                                                 | -                                                 | 1983              | -                 | 1984              | -                 | 1983              | -                 | -                      | -                   |
| Kilmarnock    | -                                            | -                                            | -                                            | -                                            | -                                                 | 1967                                              | -                                                 | -                 | -                 | -                 | -                 | -                 | -                 | -                      | -                   |
| Dunfermline   | -                                            | -                                            | -                                            | -                                            | -                                                 | -                                                 | 1966                                              | -                 | -                 | 1969              | 1962              | -                 | -                 | -                      | -                   |
| Hearts        | -                                            | -                                            | -                                            | -                                            | -                                                 | -                                                 | 1989                                              | -                 | -                 | -                 | -                 | -                 | -                 | -                      | -                   |